# Gruben
Gruben este o localitate din comuna Rana, provincia Nordland, Norvegia, cu o populație de 5.196 locuitori (2013).